# Лаксенбург
Лаксенбург (нім. Laxenburg) — ярмаркова комуна (нім. Marktgemeinde) в Австрії, у федеральній землі Нижня Австрія.
Входить до складу округу Медлінг. Населення становить 2688 чоловік (за даними перепису на 31 грудня 2005 року). Займає площу 10,59 км².
У Лаксенбурзі знаходиться Міжнародний інститут прикладного системного аналізу.

## Політична ситуація в місті

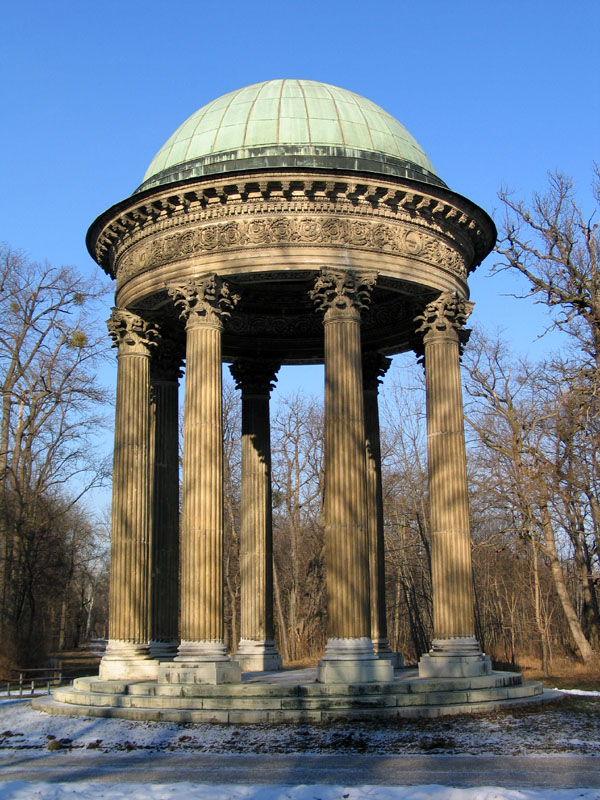
Альтанка в замковому парку

Бургомістром комуни є Роберт Дінст, який представляє АНП. Зайняв посаду за результатами виборів 2005 року.
Орган самоврядування — Рада представників комуни (нім. Gemeinderat) — включає 21 місце:
- АНП займає 15 місць.
- СДПА займає 4 місця.
- Партія Зелених (Австрія) посідають 2 місця.

## Цікаві факти

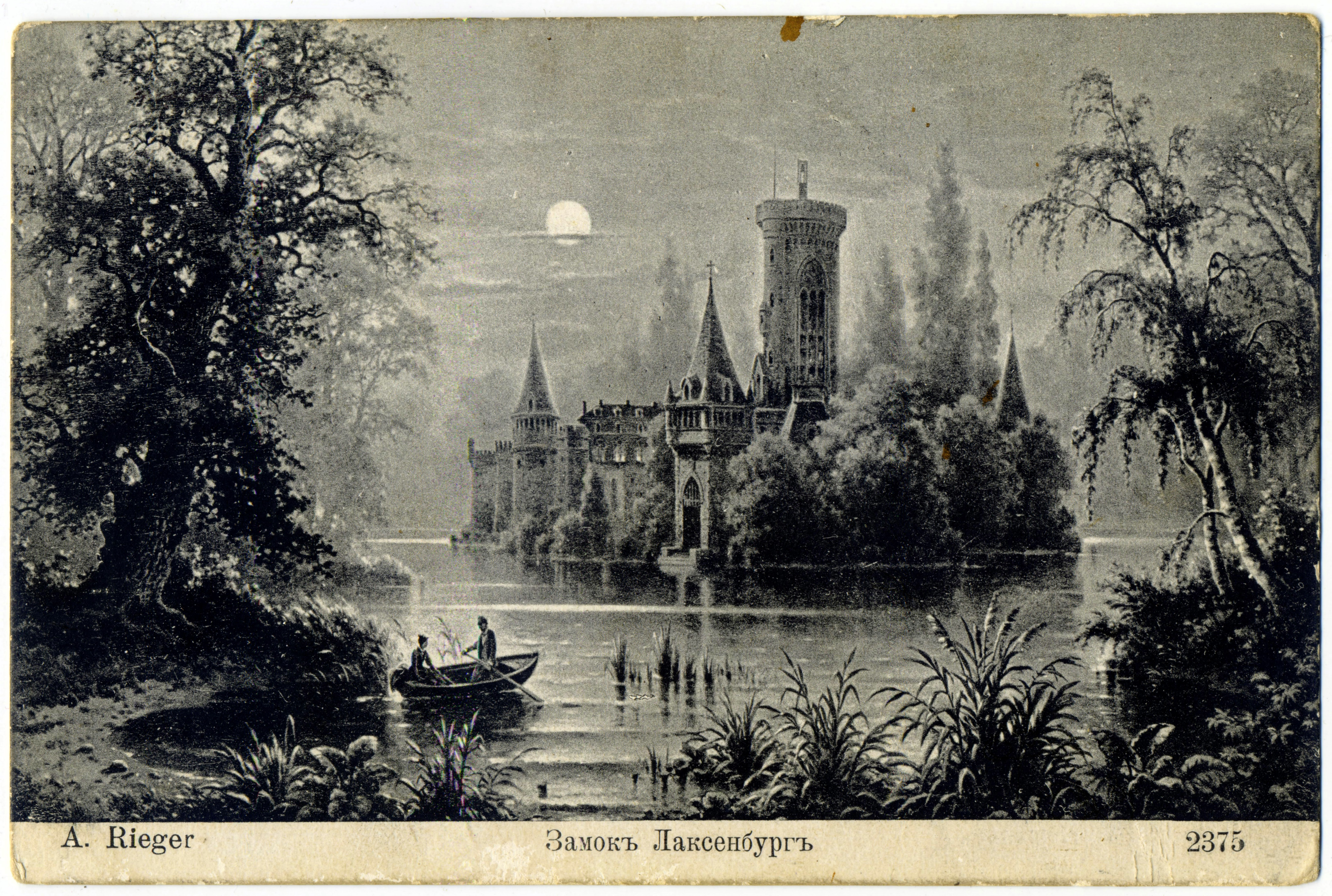
Альберт Рігер. «Літній вечір в Лаксенбурзі»

- У цьому містечку народився Франц Йосиф I (1830-1916), який майже 68 років, з 2 грудня 1848 до 21 листопада 1916, був імператором Австрійської імперії та (з 1867) Австро-Угорщини.
- «Ляксенбург» неодноразово згадується в ліричному оповіданні українського галицького письменника Осипа Маковея «Директор Лянге» (1923).